# Premio Nebula per il miglior racconto breve
Il Premio Nebula per il miglior racconto breve (Nebula Award for Best Short Story) è un premio letterario assegnato annualmente dal 1965 dalla Science Fiction and Fantasy Writers of America ad opere di fantascienza o fantasy di lunghezza inferiore alle 7.500 parole.

## Regolamento
Il presidente della SFWA, in conformità con lo statuto e le procedure operative stabilite, nomina un commissario per la supervisione e l'amministrazione dei premi Nebula durante l'evento Nebula Awards® e per svolgere i compiti descritti nel regolamento e qualsiasi altra responsabilità correlata che potrebbe sorgere durante lo svolgimento di amministrazione. Durante il periodo di copertura del ruolo, nessuna opera del commissario può essere nominata o proposta, evitando così un conflitto di interessi.
Oltre al commissario il presidente nomina tre persone quali "Membri del Comitato Regole Premi degli SFWA". Compito del (SARC) è l'assicurarsi prima del ballottaggio  finale dell'ammissibilità delle opere presentate, valutando che esse rispettino il regolamento, e rispettino la categoria nei quali sono presentati, queste si estendono oltre che ai premi Nebula ufficiali anche ai premi Ray Bradbury e Norton di quell'anno. Le opere giudicate inammissibili da parte del SARC vengono sottoposte al giudizio del consiglio di amministrazione per la deliberazione che, assieme a una relazione della Commissione per i premi Nebula (NAC), indica il motivo dei rigetti.
Il Commissario funge da segretario del SARC, ma non ha diritto di voto. Il Consiglio di Amministrazione ha inoltre facoltà, a sua discrezione, di creare ulteriori categorie di premi che devono essere sottoposte al voto dai membri attivi e assoggettati al regolamento. L'anno dei premi Nebula ha inizio il 1º gennaio e termine il 31 dicembre dell'anno per il quale verranno assegnati i premi.

## Vincitori e candidati
I vincitori sono indicati in grassetto. A seguire i finalisti.

### Anni 1965-1969
- 1965: «Pentiti Arlecchino!» disse l'uomo del tic-tac ("Repent, Harlequin!" Said the Ticktockman) di Harlan Ellison
  - Occhi non soltanto per vedere (Eyes Do More Than See) di Isaac Asimov
  - I fondatori (Founding Father) di Isaac Asimov
  - Souvenir di J. G. Ballard
  - Game di Donald Barthelme
  - Lord Moon di Jane Beauclerk
  - Intervista in due tempi (Uncollected Works) di Lin Carter
  - A Few Kindred Spirits di John Christopher
  - The House the Blakeneys Built di Avram Davidson
  - Coi computer non si discute (Computers Don't Argue) di Gordon R. Dickson
  - Vieni a Venere, malinconia (Come to Venus Melancholy) di Thomas M. Disch
  - Of One Mind di James A. Durham
  - Pietà per le macchine (Inside Man) di H. L. Gold
  - Il Dottor Clockwork (Calling Dr. Clockwork) di Ron Goulart
  - Better Than Ever di Alex Kirs
  - Nel nostro isolato (In Our Block) di R. A. Lafferty
  - La lenta notte di martedì (Slow Tuesday Night) di R. A. Lafferty
  - Ciclopi (Cyclops) di Fritz Leiber
  - I nuovi tempi felici (The Good New Days) di Fritz Leiber
  - The Peacock King di Larry McCombs e Ted White
  - Though a Sparrow Fall di Scott Nichols
  - Becalmed in Hell di Larry Niven
  - Wrong-Way Street di Larry Niven
  - The Mischief Maker di Richard Olin
  - A Better Mousehole di Edgar Pangborn
  - A Leader for Yesteryear di Mack Reynolds
  - Keep Them Happy di Robert Rohrer
  - Ecologia bilanciata (Balanced Ecology) di James H. Schmitz
  - Oltre il fiume (Over the River and Through the Woods) di Clifford D. Simak
  - The Eight Billion di Richard Wilson
  - Devil Car di Roger Zelazny
- 1966: Il posto segreto (The Secret Place) di Richard McKenna
  - Man In His Time di Brian Aldiss
  - Luce di giorni passati (Light of Other Days) di Bob Shaw
- 1967: Sì, e Gomorra ("Aye, and Gomorrah…") di Samuel R. Delany
  - Earthwoman di Reginald Bretnor
  - Vetro levigato dal mare (Driftglass) di Samuel R. Delany
  - Segreteria telefonica (Answering Service) di Fritz Leiber
  - The Doctor di Theodore L. Thomas
  - Badi, You Were Great di Kate Wilhelm
- 1968: I pianificatori (The Planners) di Kate Wilhelm
  - Kyrie di Poul Anderson
  - La danza del mutante e dei tre (The Dance of the Changer and the Three) di Terry Carr
  - Ragazza nel cubo (Sword Game) di H. H. Hollis
  - Maschere (Masks) di Damon Knight
  - Idiot's Mate di Robert Taylor
- 1969: Passeggeri (Passengers) di Robert Silverberg
  - Frammenti di un folletto di vetro (Shattered Like a Glass Goblin) di Harlan Ellison
  - Not Long Before the End di Larry Niven
  - L'uomo che imparò ad amare (The Man Who Learned Loving) di Theodore Sturgeon
  - The Last Flight of Dr. Ain di James Tiptree Jr.

### Anni 1970-1979
- 1970: non assegnato	
  - A Dream at Noonday di Gardner Dozois
  - L'uomo delle cascate (By the Falls) di Harry Harrison
  - Crisolite intero e perfetto (Entire and Perfect Chrysolite) di R. A. Lafferty
  - In the Queue di Keith Laumer
  - The Creation of Bennie Good di James Sallis
  - A Cold Dark Night with Snow di Kate Wilhelm
  - The Island of Doctor Death and Other Stories di Gene Wolfe
- 1971: Buone notizie dal Vaticano (Good News from the Vatican) di Robert Silverberg
  - Horse of Air di Gardner Dozois
  - L'ultimo fantasma (The Last Ghost) di Stephen Goldin
  - Il demiurgo (Heathen God) di George Zebrowski
- 1972: Quando cambiò (When It Changed) di Joanna Russ
  - On the Downhill Side di Harlan Ellison
  - Shaffery e la gloria (Shaffery Among the Immortals) di Frederik Pohl
  - Quando andammo a vedere la fine del mondo (When We Went to See the End of the World) di Robert Silverberg
  - E mi svegliai e mi trovai qui sul freddo pendio della collina (And I Awoke and Found Me Here on the Cold Hill's Side) di James Tiptree Jr.
  - Against the Lafayette Escadrille di Gene Wolfe
- 1973: Amore è il progetto il progetto è morte (Love Is the Plan the Plan Is Death) di James Tiptree Jr.
  - Shark di Edward Bryant
  - Al mattino calano le nebbie (With Morning Comes Mistfall) di George R. R. Martin
  - Ali (Wings) di Vonda N. McIntyre
  - A Thing of Beauty di Norman Spinrad
  - German Invasion di Gene Wolfe
- 1974: Il giorno prima della rivoluzione (The Day Before the Revolution) di Ursula K. Le Guin
  - Dopo la caduta di King Kong (After King Kong Fell) di Philip José Farmer
  - L'ultima spiaggia della vita (The Engine at Heartspring's Center) di Roger Zelazny
- 1975: L'ingegner Dolf (Catch That Zeppelin!) di Fritz Leiber
  - Nei panni di Lennon (Doing Lennon) di Gregory Benford
  - Creature bianche (White Creatures) di Gregory Benford
  - Utopia of a Tired Man di Jorge Luis Borges
  - A Scraping at the Bones di Algis Budrys
  - Attachment di Phyllis Eisenstein
  - Spezzabato (Shatterday) di Harlan Ellison
  - Find the Lady di Nicholas Fisk
  - White Wolf Calling di Charles L. Grant
  - Sail the Tide of Mourning di Richard A. Lupoff
  - Bambina di tutte le età (Child of All Ages) di P. J. Plauger
  - Un bambino a Edge City (Growing Up in Edge City) di Frederik Pohl
  - La cerva, il tempo (Time Deer) di Craig Strete
- 1976: Una folla d'ombre (A Crowd of Shadows) di Charles L. Grant
  - Tricentenario (Tricentennial) di Joe Haldeman
  - Istinto materno (Breath's a Ware That Will Not Keep) di Thomas F. Monteleone
  - Back to the Stone Age di Jake Saunders
  - Stone Circle di Lisa Tuttle
  - Mary Margaret Road-Grader di Howard Waldrop
- 1977: Jeffty ha cinque anni (Jeffty Is Five) di Harlan Ellison
  - Tin Woodman di Dennis R. Bailey e Dave Bischoff
  - The Hibakusha Gallery di Edward Bryant
  - Camera Obscura di Thomas F. Monteleone
  - Razzia aerea (Air Raid) di John Varley
- 1978: Stone di Edward Bryant
  - Cassandra di C. J. Cherryh
  - A Quiet Revolution for Death di Jack Dann
- 1979: giANTS di Edward Bryant
  - Vernalfest Morning di Michael Bishop
  - Sonata senza accompagnamento (Unaccompanied Sonata) di Orson Scott Card
  - Red as Blood di Tanith Lee
  - La via della Croce e del Drago (The Way of Cross and Dragon) di George R. R. Martin
  - I viaggi straordinari di Amélie Bertrand (The Extraordinary Voyages of Amélie Bertrand) di Joanna Russ

### Anni 1980-1989
- 1980: La grotta dei cervi danzanti (Grotto of the Dancing Deer) di Clifford D. Simak
  - Segreti intimi (Secrets of the Heart) di Charles L. Grant
  - Window di Bob Leman
  - Guerra sotto l'albero (War Beneath the Tree) di Gene Wolfe
  - Una domenica in visita dal nonno (A Sunday Visit with Great-Grandfather) di Craig Strete (ritirato)
- 1981: The Bone Flute di Lisa Tuttle (rifiutato) 	
  - Crociera sul Titanic 2000 (Going Under) di Jack Dann
  - Disciples di Gardner Dozois
  - Johnny Mnemonico (Johnny Mnemonic) di William Gibson
  - The Quiet di George Guthridge
  - Venezia affogata (Venice Drowned) di Kim Stanley Robinson
  - Zeke di Timothy R. Sullivan
  - Lo spacciatore (The Pusher) di John Varley
- 1982: Una lettera dai Cleary (A Letter from the Clearys) di Connie Willis
  - Petra di Greg Bear
  - High Steel di Jack C. Haldeman II e Jack Dann
  - Meandri (Corridors) di Barry N. Malzberg
  - Il papa degli scimpanzé (The Pope of the Chimps) di Robert Silverberg
  - God's Hooks! di Howard Waldrop
- 1983: The Peacemaker di Gardner Dozois
  - Il suo viso peloso (Her Furry Face) di Leigh Kennedy
  - Criptico (Cryptic) di Jack McDevitt
  - La città fantasma (Ghost Town) di Chad Oliver
  - The Geometry of Narrative di Hilbert Schenck
  - Il misterioso e magico emporio di mister Wong (Wong's Lost and Found Emporium) di William F. Wu
- 1984: Figlio del mattino (Morning Child) di Gardner Dozois
  - Gli alieni che sapevano proprio tutto (The Aliens Who Knew, I Mean, Everything) di George Alec Effinger
  - Salvador di Lucius Shepard
  - Giardini sommersi (Sunken Gardens) di Bruce Sterling
  - Una capanna sulla costa (A Cabin on the Coast) di Gene Wolfe
  - The Eichmann Variations di George Zebrowski
- 1985: Tra tutte quelle stelle (Out of All Them Bright Stars) di Nancy Kress
  - Draghi di carta (Paper Dragons) di James Blaylock
  - Neve (Snow) di John Crowley
  - Gli dei di Marte (The Gods of Mars) di Gardner Dozois, Jack Dann e Michael Swanwick
  - Più della somma delle parti (More Than the Sum of His Parts) di Joe Haldeman
  - Rock and roll e dischi volanti (Flying Saucer Rock & Roll) di Howard Waldrop
  - Gli eredi della Perisfera (Heirs of the Perisphere) di Howard Waldrop
  - Hong's Bluff di William F. Wu
- 1986: Quarta dimensione (Tangents) di Greg Bear
  - Sogni di robot (Robot Dreams) di Isaac Asimov
  - Le traversie di Bimbo Bello (Pretty Boy Crossover) di Pat Cadigan
  - Rat di James Patrick Kelly
  - Il ragazzo che intrecciava le criniere (The Boy Who Plaited Manes) di Nancy Springer
  - Stanotte i leoni dormono (The Lions Are Asleep This Night) di Howard Waldrop
- 1987: Forever Yours, Anna di Kate Wilhelm
  - Angelo (Angel) di Pat Cadigan
  - Kid Charlemagne di Paul Di Filippo
  - Il fedele compagno (The Faithful Companion at Forty) di Karen Joy Fowler
  - Cassandra's Photographs di Lisa Goldstein
  - Temple to a Minor Goddess di Susan Shwartz
  - Perché me ne sono andato dal locale di Harry (Why I Left Harry's All-Night Hamburgers) di Lawrence Watt-Evans
- 1988: Storie di Bibbia per adulti, n. 17: Il Diluvio (Bible Stories for Adults, No. 17: The Deluge) di James Morrow
  - Voices of the Kill di Thomas M. Disch
  - Mrs. Shummel Exits a Winner di John Kessel
  - The Fort Moxie Branch di Jack McDevitt
  - Dead Men on TV di Pat Murphy
  - The Color Winter di Steven Popkes
- 1989: Increspature nel mare di Dirac (Ripples in the Dirac Sea) di Geoffrey A. Landis
  - The Adinkra Cloth di Mary C. Aldridge
  - The Ommatidium Miniatures di Michael Bishop
  - Lost Boys di Orson Scott Card
  - Plenilunio (Boobs) di Suzy McKee Charnas
  - Dori Bangs di Bruce Sterling

### Anni 1990-1999
- 1990: Gli orsi scoprono il fuoco (Bears Discover Fire) di Terry Bisson
  - The Power and the Passion di Pat Cadigan
  - Lieserl di Karen Joy Fowler
  - L'amore e il sesso tra gli invertebrati (Love and Sex Among the Invertebrates) di Pat Murphy
  - Before I Wake di Kim Stanley Robinson
  - Story Child di Kristine Kathryn Rusch
- 1991: Laggiù (Ma Qui) di Alan Brennert
  - They're Made Out of Meat di Terry Bisson
  - Il buio (The Dark) di Karen Joy Fowler
  - Buffalo di John Kessel
  - Dog's Life di Martha Soukup
  - the button, and what you know di W. Gregory Stewart
- 1992: Anche la Regina (Even the Queen) di Connie Willis
  - Life Regarded as a Jigsaw Puzzle of Highly Lustrous Cats di Michael Bishop
  - Lennon Spex di Paul Di Filippo
  - The Mountain to Mohammed di Nancy Kress
  - Vinland the Dream di Kim Stanley Robinson
  - The Arbitrary Placement of Walls di Martha Soukup
- 1993: Salme (Graves) di Joe Haldeman
  - The Man Who Rowed Christopher Columbus Ashore di Harlan Ellison
  - All Vows di Esther Friesner
  - Alfred di Lisa Goldstein
  - The Good Pup di Bridget McKenna
  - The Beggar in the Living Room di William John Watkins
- 1994: A Defense of the Social Contracts di Martha Soukup
  - Inspiration di Ben Bova
  - Nessuno è così cieco (None So Blind) di Joe Haldeman
  - Accettare l'entropia (Understanding Entropy) di Barry N. Malzberg
  - Virtual Love di Maureen F. McHugh
  - I Know What You're Thinking di Kate Wilhelm
- 1995: Death and the Librarian di Esther Friesner
  - Alien Jane di Kelley Eskridge
  - Grass Dancer di Owl Goingback
  - The Narcissus Plague di Lisa Goldstein
  - The Kingdom of Cats and Birds di Geoffrey A. Landis
  - Il treno di Lincoln (The Lincoln Train) di Maureen F. McHugh
  - Short Timer di Dave Smeds
- 1996: A Birthday di Esther Friesner
  - In the Pound, Near Breaktime di Kent Brewster
  - The String di Kathleen Ann Goonan
  - Cinque scopate (Five Fucks) di Jonathan Lethem
  - These Shoes Strangers Have Died Of di Bruce Holland Rogers
  - In the Shade of the Slowboat Man di Dean Wesley Smith
- 1997: Sister Emily's Lightship di Jane Yolen
  - The Crab Lice di Gregory Feeley
  - The Elizabeth Complex di Karen Joy Fowler
  - Ragnetto, bel ragnetto (Itsy Bitsy Spider) di James Patrick Kelly
  - The Dead di Michael Swanwick
  - Burning Bright di K. D. Wentworth
- 1998: Thirteen Ways to Water di Bruce Holland Rogers
  - When the Bow Breaks di Steven Brust
  - Standing Room Only di Karen Joy Fowler
  - Fortune and Misfortune di Lisa Goldstein
  - Winter Fire di Geoffrey A. Landis
  - Tall One di K. D. Wentworth
- 1999: The Cost of Doing Business di Leslie What
  - Flower Kiss di Constance Ash
  - The Dead Boy at Your Window di Bruce Holland Rogers
  - Basil the Dog di Frances Sherwood
  - Porte radianti (Radiant Doors) di Michael Swanwick
  - Motori antichi (Ancient Engines) di Michael Swanwick

### Anni 2000-2009
- 2000: I diritti delle vittime (macs) di Terry Bisson
  - The Fantasy Writer's Assistant di Jeffrey Ford
  - Flying Over Water di Ellen Klages
  - The Golem di Severna Park
  - Scherzo con il tirannosauro (Scherzo with Tyrannosaur) di Michael Swanwick
  - You Wandered Off Like a Foolish Child To Break Your Heart and Mine di Pat York
- 2001: The Cure for Everything di Severna Park
  - Kaddish for the Last Survivor di Michael A. Burstein
  - Gli elefanti di Nettuno (The Elephants on Neptune) di Mike Resnick
  - Mom and Dad at the Home Front di Sherwood Smith
  - Wound the Wind di George Zebrowski
- 2002: Creature di Carol Emshwiller
  - Creation di Jeffrey Ford
  - Cut di Megan Lindholm
  - Nothing Ever Happens in Rock City di Jack McDevitt
  - Little Gods di Tim Pratt
  - Il cane che diceva: "Bau" (The Dog Said Bow-Wow) di Michael Swanwick
- 2003: What I Didn't See di Karen Joy Fowler
  - Poemi dei Knapsack (Knapsack Poems) di Eleanor Arnason
  - The Brief History of the Dead di Kevin Brockmeier
  - Good-Die to All That di Harlan Ellison
  - Nonna (Grandma) di Carol Emshwiller
  - Lambing Season di Molly Gloss
  - The Last of the O-Forms di James Van Pelt
- 2004: Coming to Terms di Eileen Gunn
  - The Strange Redemption of Sister Mary Anne di Mike Moscoe
  - In viaggio coi miei gatti (Travels with My Cats) di Mike Resnick
  - Embracing-The-New di Benjamin Rosenbaum
  - In the Late December di Greg van Eekhout
  - Aloha di Ken Wharton
- 2005: I Live With You di Carol Emshwiller
  - Born Again di K. D. Wentworth
  - The End of the World as We Know It di Dale Bailey
  - My Mother, Dancing di Nancy Kress
  - Cantare per mia sorella che scende giù (Singing My Sister Down) di Margo Lanagan
  - Still Life with Boobs di Anne Harris
  - There's a Hole in the City di Richard Bowes
- 2006: Echo di Elizabeth Hand
  - Helen Remembers the Stork Club di Esther Friesner
  - The Woman in Schrodinger's Wave Equations di Eugene Mirabelli
  - Henry James, This One's for You di Jack McDevitt
  - An End To All Things di Karina Sumner-Smith
  - Pip and the Fairies di Theodora Goss
- 2007: Always di Karen Joy Fowler
  - Unique Chicken Goes In Reverse di Andy Duncan
  - Titanium Mike Saves the Day di David D. Levine
  - The Story of Love di Vera Nazarian
  - Captive Girl di Jennifer Pelland
  - Pride di Mary Turzillo
- 2008: Trophy Wives di Nina Kiriki Hoffman
  - The Button Bin di Mike Allen
  - The Dreaming Wind di Jeffrey Ford
  - 26 Monkeys, Also the Adiss di Kij Johnson
  - The Tomb Wife di Gwyneth Jones
  - Don't Stop di James Patrick Kelly
  - Mars: A Traveler's Guide di Ruth Nestvold
- 2009: Spar di Kij Johnson
  - Hooves and the Hovel of Abdel Jameela di Saladin Ahmed
  - I Remember the Future di Michael A. Burstein
  - Non-Zero Probabilities di N. K. Jemisin
  - Going Deep di James Patrick Kelly
  - La sposa fredda (Bridesicle) di Will McIntosh

### Anni 2010-2019
- 2010: Ponies di Kij Johnson ex aequo How Interesting: A Tiny Man di Harlan Ellison
  - Arvies di Adam-Troy Castro
  - I'm Alive, I Love You, I'll See You in Reno di Vylar Kaftan
  - The Green Book di Amal El-Mohtar
  - Ghosts of New York di Jennifer Pelland
  - Conditional Love di Felicity Shoulders
- 2011 The Paper Menagerie di Ken Liu
  - Her Husband's Hands di Adam-Troy Castro
  - Mama, We are Zhenya, Your Son di Tom Crosshill
  - Movement di Nancy Fulda
  - Shipbirth di Aliette de Bodard
  - The Axiom of Choice di David W. Goldman
  - The Cartographer Wasps and the Anarchist Bees di E. Lily Yu
- 2012 Immersion di Aliette de Bodard[2]
  - Robot di Helena Bell
  - Fragmentation, or Ten Thousand Goodbyes di Tom Crosshill
  - Nanny's Day di Leah Cypess
  - Give Her Honey When You Hear Her Scream di Maria Dahvana Headley
  - The Bookmaking Habits of Select Species di Ken Liu
  - Five Ways to Fall in Love on Planet Porcelain di Cat Rambo